# التونسية للإيجار المالي
.
.

شعار التونسية للإيجار المالي

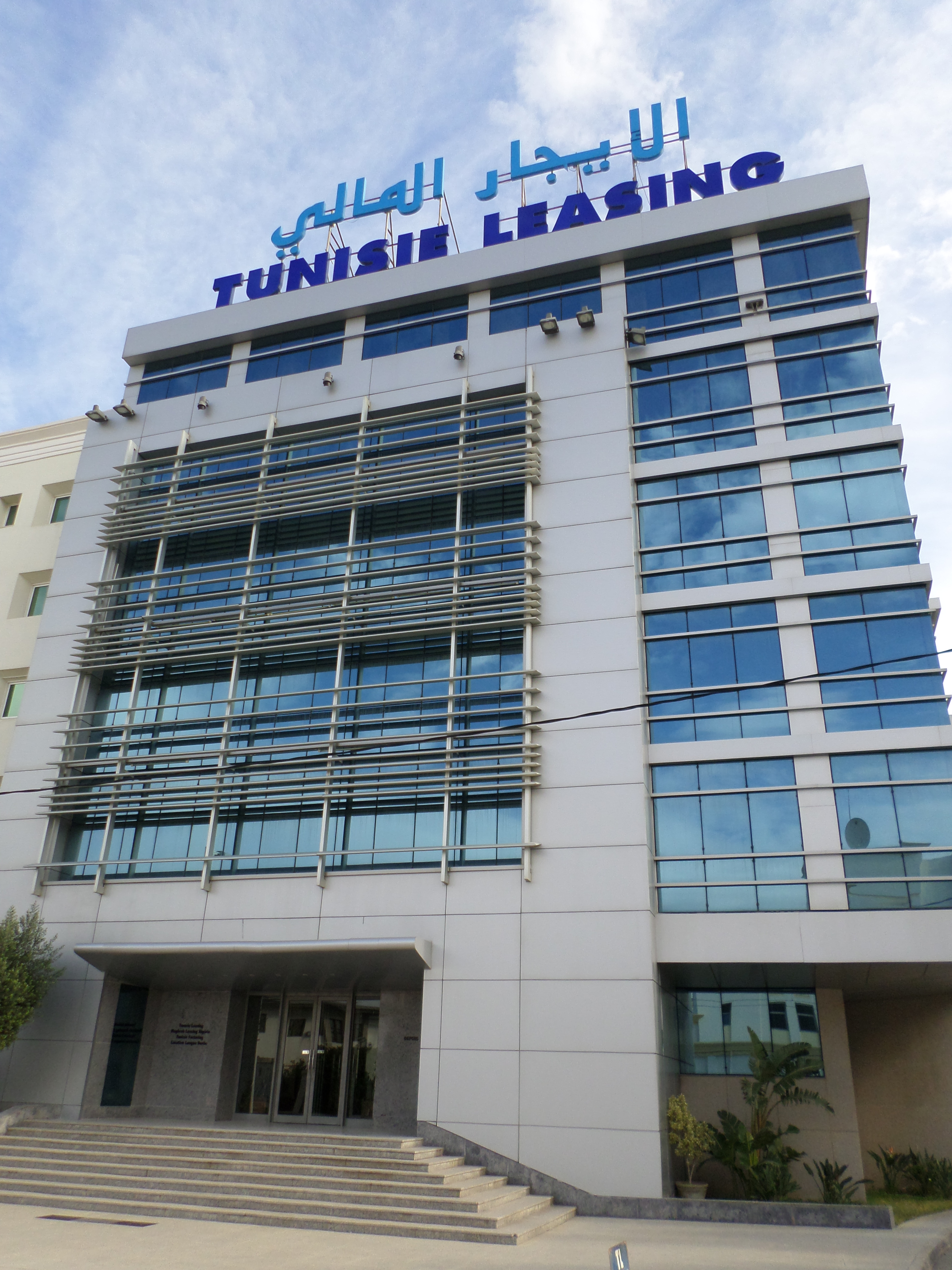
مقر الشركة

التونسية للإيجار المالي، هي كبرى شركات الإيجار المالي في تونس. أسست الشركة في أكتوبر 1984  بمبادرة من رجل الأعمال أحمد عبد الكافي الذي جمع حول رأسمالها الشركة التونسية السعودية للاستثمار الإنمائي ومؤسسة التمويل الدولية إضافة للقرض الليوني.عام 2002 أصبحت مجموعة الأمان المساهم الرئيسي في الشركة عبر فرعيها بنك الأمان وتأمينات كومار، واعلنت في 2004 عن نيتها دمجها مع الأمان للإيجار المالي إلا ان المشروع لم يرَ النور. تتبع مجموعة التونسية للإيجار المالي عدة مؤسسات فرعية من اهمها وسيط البورصة الشركة التونسية للأوراق المالية والتونسية للعولمة وشركة للإيجار المالي في الجزائر. بلغت ايرادات المجموعة عام 2011 79 مليون دينار تونسي فيما بلغ رأسمالها 35 مليون. مدرجة في البورصة التونسية منذ 1992.

## وصلات خارجية
- موقع الشركة

1. ↑  بطاقة التونسية للإيجار المالي من موقع معلومات مباشر نسخة محفوظة 15 ديسمبر 2019 على موقع واي باك مشين.
2. ↑  البيانات المالية لعام 2011 للمجموعة من موقع توستاكس نسخة محفوظة 07 مارس 2016 على موقع واي باك مشين.